# Sherman Adams

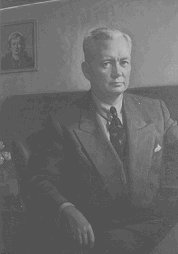
Retrato de Sherman Adams

Llewelyn Sherman Adams (Condado de Windham, 8 de janeiro de 1899 - 27 de outubro de 1986) foi um político norte-americano. Foi chefe de Gabinete da Casa Branca do presidente Dwight D. Eisenhower e foi governador de Nova Hampshire. Ele perdeu sua posição na Casa Branca ao se envolver em um escândalo.

## Infância
Nasceu no Condado de Windham (Vermont) e foi educado nas escolas públicas de Providence. Formou-se na Faculdade de Dartmouth em 1920 e participou da marinha americana na Primeira Guerra Mundial.

## Carreira política
Entrou na política como legislador republicano na Câmara dos Representantes dos Estados Unidos e concorreu ao governo de Nova Hampshire por duas vezes, ganhando em 1948.

## Escândalo do casaco
Adams foi obrigado a renunciar ao cargo de chefe do gabinete da Casa Branca por receber presentes, como um sobretudo de pele de Vicunha e um tapete oriental, de Bernard Goldfine, um fabricante têxtil que estava sendo investigado pela Comissão Federal de Comércio. A história foi relatada ao público pelo jornalista Jack Anderson.

## Vida particular
Adams casou com Rachael White em 1923 e tiveram um filho, Samuel, e três filhas, Jean, Sarah e Marion. Ele morreu em 1986 e seu corpo foi enterrado no cemitério Riverside.